# Zuid-Afrikaanse Waarheids- en Verzoeningscommissie
Na jaren van onderhandeling tussen het African National Congress (ANC) en de Nasionale Party (NP) kwam de Zuid-Afrikaanse Waarheids- en Verzoeningscommissie (Truth and Reconciliation Commission of South Africa of kortweg: TRC of voor het Afrikaans WVK) tot stand in mei 1995. De Zuid-Afrikaanse waarheidscommissie wordt internationaal gezien als een groot succes en speelde een sleutelrol in de Zuid-Afrikaanse democratische transitie.

## Geschiedenis
De TRC was een compromis waarin de meeste politieke partijen zich konden vinden. Men had de keuze uit vervolging van alle apartheidsdaders óf amnestie voor alle apartheidsmisdaden. Dat kwam neer op alles of niets. Vervolging van alle daders was onbegonnen werk, maar amnestie voor iedereen vond men ook onwenselijk. De kerngedachte van de TRC kan samengevat worden als amnestie in ruil voor waarheid en put uit de ubuntu-filosofie. Persoonlijke amnestie werd alleen toegekend als de persoon in kwestie de volledige waarheid zou onthullen over zijn of haar misdaden begaan onder de apartheid én indien de misdaad in kwestie politiek gemotiveerd was.
De doelstellingen van de TRC waren:
1. een zo volledig mogelijk beeld schetsen van grove mensenrechtenschendingen begaan onder apartheid.
2. persoonlijke amnestie verlenen aan misdadigers, zowel uit de kringen van het apartheidsregime als aan de kant van de vrijheidsstrijders.
3. de waardigheid van de slachtoffers herstellen.

Dit laatste gebeurde door de slachtoffers de kans te geven hun ervaringen te vertellen en door vergoedingen voor te stellen ter compensatie van de gebeurtenissen uit het verleden en heden.
Om deze doelstellingen te verwezenlijken werden drie subcomités opgericht. Human Rights Violations Committee (HRVC) — hier konden apartheidsslachtoffers hun verhaal doen. De Amnesty Committee die — onder vooraf bepaalde voorwaarden — amnestie kon verlenen. En het Committee on Reparation and Rehabilitation, welke aanbevelingen moest doen aan de regering over vergoedingen aan apartheidsslachtoffers.
Het HRVC ontving rond de 22.000 aanvragen van slachtoffers — zo'n 2000 mochten uiteindelijk hun verhaal in het openbaar doen. Voor zover bekend zijn sinds 1994 slechts twee leden van de apartheidsveiligheidstroepen veroordeeld en hebben daadwerkelijk in de gevangenis hebben gezeten: Eugene de Kock, commandant van een doodseskader, en Ferdi Barnard, lid van een geheime eenheid.
Het HRVC rondde zijn werkzaamheden af in juli 1997. Op 19 oktober 1998 verscheen onder leiding van de Nobelprijswinnaar voor de Vrede, aartsbisschop Desmond Tutu, het eerste deel van het TRC Report, dat internationaal werd geroemd. De commissie heeft vele verklaringen opgenomen. In het rapport wordt apartheid veroordeeld als een misdaad tegen de menselijkheid. De commissie acht zowel de regerende ANC als de puur blanke partijen schuldig aan het schenden van de mensenrechten.
In maart 2003 werd het tweede deel van het TRC Report (het eindrapport) overhandigd aan president Mbeki. Dit eindrapport van de TRC bevat een enorme hoeveelheid informatie over het apartheidsverleden. Het eindrapport is bedoeld als feitelijke geschiedschrijving én als monument voor de slachtoffers van het apartheidsregime.
De Amnesty Committee maakte in mei 2001 een einde aan haar onderzoeken.
De gedachte van een TRC heeft in andere landen in Afrika navolging gekregen, o.a. in Kenia, maar is vooralsnog niet tot een daadwerkelijke uitvoering gekomen.